# (17506) Walschap
(17506) Walschap est un astéroïde de la ceinture principale.

## Description
(17506) Walschap est un astéroïde de la ceinture principale. Il fut découvert le 4 avril 1992 à La Silla par Eric Walter Elst. Il présente une orbite caractérisée par un demi-grand axe de 2,32 UA, une excentricité de 0,10 et une inclinaison de 7,2° par rapport à l'écliptique.

## Compléments